# Bardhyl Kollçaku
Bardhyl Myrteza Kollçaku (ur. 5 czerwca 1967 w Beracie) – albański generał brygady (gjeneral brigade), w latach 2017–2020 szef Sztabu Generalnego Albańskich Sił Zbrojnych.

## Życiorys
Ukończył Akademię Wojskową w Tiranie oraz United States Army Command and General Staff College, ukończył także liczne kursy z zakresu wojskowości w Albanii i w Stanach Zjednoczonych. Odbył studia magisterskie z zakresu administracji publicznej na Uniwersytecie Tirańskim oraz uzyskał doktorat z zakresu obrony.
W 1990 roku został oficerem wywiadu, pracował następnie w Ministerstwie Obrony pełniąc w nim obowiązki dyrektora generalnego Agencji Wywiadu i Bezpieczeństwa Obrony, był następnie dyrektorem Wydziału Polityki Strategicznej oraz Wydziału Planowania i Monitorowania Obrony. Od października 1996 do kwietnia 1997 był obserwatorem wojskowym misji UNOMIG, a w latach 2013–2014 jako pułkownik (kolonel) pełnił funkcję dyrektora Wydziału Koordynacji i Integracji w ramach SHAPE. 31 lipca 2017 roku został awansowany na stopień generała brygady (gjeneral brigade).
Posługuje się językiem angielskim w biegłym stopniu.

## Życie prywatne
Żonaty z Valboną, z którą ma dwoje dzieci: syna Argiosa i córkę Kejsi.